# 萬眾同心撐亞視
《萬眾同心撑亞視》（英語：Cheer Up ATV），是香港亞洲電視製作的特備節目，於2015年1月23日晚上19:30於本港台及亞洲台同步現場播放，由亞洲會贊助播出。

## 節目內容
亞洲電視面對考驗，製作特備節目《萬眾同心撑亞視》，為亞洲電視打氣。

### 節目環節
節目分為三個部份：
- 《星光再現打氣唱》
- 《友共情，同傳心意》
- 《感動香港亞視情》

## 大會司儀
- 朱慧珊
- 劉錫賢
- 金鈴
- 蔡國威

## 嘉賓或表演嘉賓[2]

### 個人
| - 魏秋樺 - 王文漢博士 - 余錦坤 - 葉家寶 - 劉建城 - 趙汝強 - 譚健深 - 冼偉智 - 陳興昌 - 周寶蓮 - 杜辰博士 - 袁潔儀 - 鍾劍輝 - 林睿 - 涂諾 - 陳子超 | - 劉佩欣 - 亢帥克 - 彭遠揚 - 蔡梓銘 - 安俊豪 - 黃文韜 - 李建龍 - 楊正軍 - 劉兆豐 - 馬星 - 朱蓮芬，BBS，JP - 藍鴻震，GBS，ISO，JP - 梁美芬博士，JP - 蔡素玉，BBS，JP - 王敏剛 - 方國珊 | - 李樂詩，MH - 邱榮光，JP - 龐愛蘭，JP - 何君堯 - 陳英傑 - 梁紀昌 - 周伯展 - 潘德鄰 - 蘇金妹 - 鍾惠玲 - 溫思聰 - 陳惠芳 - 李龍基 - 顏福偉 - 張崇基 - 張崇德 | - 梁安琪 - 冼國林 - 廖吳美玲 - 徐國榆 - 陳浩峰 - 葉惠民 - 羅銘偉 - 宮雪花 - 梁思浩 - 劉惠鳴 - 陳麗雲 - 王煒 - 李浩群 - 陳嘉桓 |

### 團體
- 香港聯合國教科文組織協會
- 香港愛心魔法團義工隊
- 高齡教工合唱團
- 查篤撑兒童合唱團
- 龍耳
- 雅健社
- 亞洲歌舞團
- Lamb’s Life